# Conectiva
Conectiva S.A était une entreprise brésilienne, dont le siège est situé à Curitiba et ayant des bureaux dans les principales capitales du Brésil.

## Histoire
L'entreprise, fondée en 1995, est spécialisée dans le développement et la distribution du système d'exploitation Linux.
Elle est membre fondateur du Linux Core Consortium, association dont le but est l'interopérablilité des systèmes Linux.
L'entreprise a réalisé l'une des plus grandes migrations vers Linux au monde : 16 000 postes de travail et 800 serveurs pour les écoles publiques de la mairie de São Paulo.
La société distribue les solutions Linux de Caldera au Brésil.
Les principaux clients de Conectiva sont Intel, Latin Tech, ABN AMRO Bank, IBM, HP, Siemens, HSBC et l'Armée brésilienne.
En 2004, les comptes de Conectiva redeviennent positifs, ce qui permet le 2 février 2005 son rachat pour 1,79 million d'euros par son homologue français Mandrakesoft, qui devient à cette occasion Mandriva liquidée en 2015.